# Beemte Broekland
Beemte Broekland is een gehucht gelegen in de gemeente Apeldoorn, in de Nederlandse provincie Gelderland, ten noorden van de stad Apeldoorn.

## Geografie
Beemte Broekland ligt ten oosten van het Apeldoorns Kanaal en loopt vanaf Kanaal Noord tot aan de grenzen met de gemeenten Epe (in het noorden) en Voorst (in het oosten) en tot aan de Deventerstraat in het zuiden. De snelweg A50 loopt door Beemte Broekland. Het dorp Beemte maakt onderdeel uit van Beemte Broekland.
Beemte Broekland ligt gemiddeld 7 meter boven NAP. Er zijn veel afvoersloten en kanalen te vinden, wat het tot een waterrijk gebied maakt. Verder is het gebied agrarisch en is er veel veeteelt en akkerbouw. Ook bevindt er zich in Beemte Broekland een vogelbroedgebied. Dit is te vinden in het Wolvenbos.

## Geschiedenis
Elk jaar is er een groot feest in Beemte Broekland dat bekendstaat als het Oranjefeest. Dit vindt altijd plaats in het tweede weekend van augustus.
In 2018 is Beemte Broekland door Omroep Gelderland uitgeroepen tot 'de mooiste plaats van Gelderland'.